# Eggegebergte
Het Eggegebergte (Duits: Eggegebirge) is een laaggebergte in de Duitse deelstaat Noordrijn-Westfalen. De hoogste berg is de Preußische Velmerstot met 464 meter, die tot het Naturpark Teutoburger Wald/Eggegebirge behoort.

## Geografie
Het Eggegebergte verloopt over een lengte van 50 km vanaf het zuiden van het Teutoburger Woud bij Horn-Bad Meinberg in zuidelijke richting naar het noordelijk deel van het Sauerland bij Marsberg. Het Eggegebergte vormt de waterscheiding tussen de Rijn en de Wezer.